# Тевта

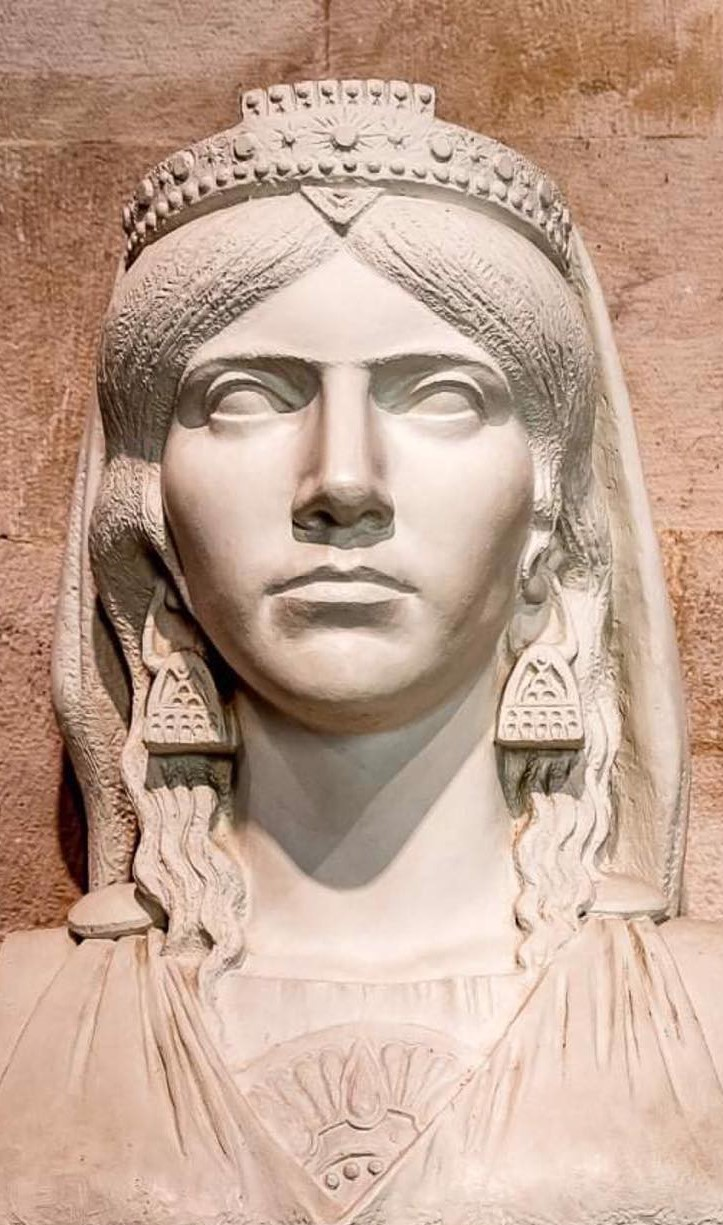
Тевта

Тевта, Теута (ілл.: *Teutana, 'господиня народу, цариця'; дав.-гр. Τεύτα; лат. Teuta) — володарка іллірійського племені ардіеїв та держави із столицею в Скодрі та Різоні в 231—227 рр. до н. е.
Після смерті її чоловіка — царя Агрона, трон успадкував Пінн, малолітній син померлого. Тевта стала регентшею, а фактично правителькою держави.
Володарка продовжувала політику Агрона, захопила грецькі міста Епідамн і Аполлонію та острів Керкіра, намісником якого призначила полководця Деметрія Фарського.

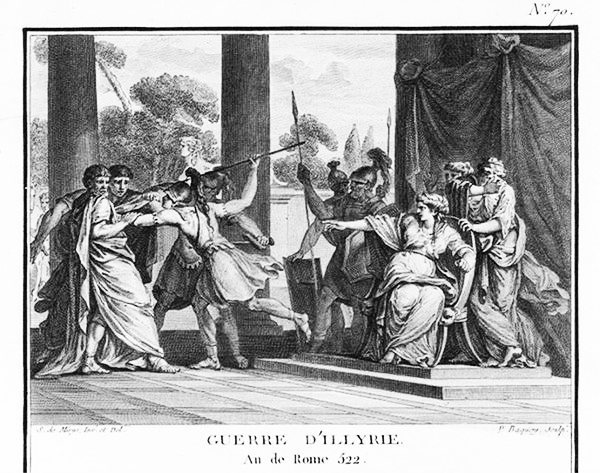
Тевта і римські посланці

Римських посланців, що прибули до її двору Тевта зустріла вороже. На їхні скарги вона зневажливо відповіла, що за звичаями іллірійців володарі не втручаються у справи своїх підданих, які живуть так, як вважають за потрібне. Коли ж один з послів заявив, що звичаї доведеться виправити, його вбили.
Римляни оголосили Тевті війну і спрямували до берегів Іллірії свій флот. На бік ворога поквапився перейти Деметрій Фарський. Тевта була змушена залишити Скодру і сховатися у Різоні.
Наступного року був укладений мир. Цариця відмовилася від земель, які встигли на той час захопити римляни, та обіцяла не надсилати до грецьких вод більше двох неозброєних кораблів одночасно.
За легендою, Тевта не пережила поразки і кинулася з різонського муру на гострі камені біля його підніжжя.